# Vrancea megye
Vrancea megye (magyarul: Vráncsa megye) közigazgatási egység Romániában, a Moldva régióban. 4857 km2-es területével Románia 31. legnagyobb megyéje, ezzel az ország teljes területének csupán 2,03%-át adja. Emellett közel 335 ezer fős lakosságával Románia második legnépesebb közigazgatási egysége, ezzel az ország népességének 1,75%-ával rendelkezik, népsűrűsége éppen hogy meghaladja az országos átlagot. A megye területén 136 lakos vallotta magát magyarnak.
Északról Bákó megye, keletről Vaslui megye és Galați megye, délről Brăila megye és Buzău megye, nyugatról pedig Kovászna megye határolja. Székhelye borvidéki központjáról és történelmi szerepéről híres Foksány (Focșani), a régió egyik legnagyobb városa, Románia 28. legnépesebb városa. Emellett a megye jelentős városai közé tartozik a közlekedési csomópont és ipari központ Egyedhalma (Adjud), az egyik legjelentősebb román bortermelő település Odobest (Odobești), illetve Mărășești, a város ahol az I. világháború alatt itt zajlott csata során Románia győzelmet aratott az osztrák-magyar és német csapatokkal szemben. A megye területén kisebb moldvai csángó diaszpóra is jelen van (kb. 6000 fő), ők azonban ma már nem vallják magukat magyarnak, nyelvükben nagyrészt elrománosodtak. Főbb településeik: Vizánta, Ploszkucény, Garófa.
Nyugati részét a Keleti-Kárpátok vonulatai uralják, melyek a megye legmagasabb pontjait adják, míg keleti része síkságokkal határos. A megye legfontosabb folyója a Szeret, amelyet számos kisebb mellékfolyó táplál, mint a Milkó és a Putna. A megye híres földrengésveszélyes területéről, mivel itt található az egyik legaktívabb szeizmikus zóna Romániában. A megye gazdag erdőkben és természeti kincsekben, különösen a hegyvidéki régiókban.
Történelme szorosan kapcsolódik a Moldvai Fejedelemséghez, amelynek része volt a középkortól kezdve. A megye központi szerepet játszott a román fejedelemségek egyesítésében, különösen a 19. században, mivel Foksány városa jelentette a Havasalföld és Moldva közötti történelmi határvonalat. Az I. világháború alatt a megye területén, különösen Mărășești város közelében, zajlottak az ország védelme szempontjából döntő fontosságú csaták. A megye földrengésveszélyes zónája évszázadok óta hatással van lakóira, ami szintén meghatározta történelmét és építészetét. Ma Vrancea híres bortermeléséről és kulturális örökségéről.

Vrancea megye Románia területén

## Nevének eredete
Vrancea megye neve valószínűleg trák-dák eredetű, és a „vrana” szóból származik, amely „erdőt” vagy „hegyet” jelenthetett. Alternatív elméletek szerint a név a szanszkrit „vran” szóra vezethető vissza, amely szintén „hegyet” jelent. Egyes kutatók a középkori román „frânc” vagy „frâncu” szóra utalnak, amely „nyugatias” vagy „francia” értelemben használt kifejezés volt, talán a szászok közelsége miatt. Az első írásos említése 1431-ből származik, amikor „Varancha” néven szerepel.

## Címer
A megye jelenlegi címere számos szimbolikus elemet hordoz, amelyek a régióra jellemzők. A címer egy piros-kék-szürke pajzsot ábrázol, amelyen látható egy aranykeresztet tartó sas, napmotívummal kísérve, amelyek Moldva és Havasalföld szimbólumai. Emellett megjelenik egy bölényfej, amely a román fejedelemségek egyesítéséért vívott harcokra utal, továbbá egy hordó és szőlőfürtök, amelyek Vrancea híres borvidékeit és a szőlőtermesztés jelentőségét szimbolizálják. A címer középső részén sárga alapon fekete szöveg olvasható: Onoarea și patria („Becsület és haza”).

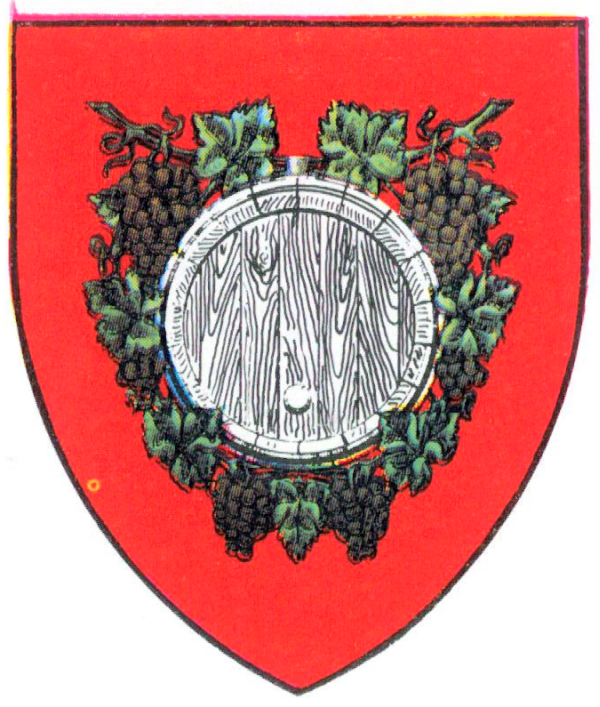
A megye történelmi címere

## Földrajz

### Geográfia
A Milkó folyó melletti dombok képezik Moldova és Muntenia határvonalát .

### Terep
A terület nyugatról kelet felé fokozatosan emelkedve a Vrancei-hegységet (amelynek belső völgyei a Greșu és Lepșa), a Szubkarpáti-dombokat és az Alsó-Siret-síkságot foglalja magában. Északon a Moldvai-fennsík (a Tutovei-dombok), délkeleten pedig a Râmnicu-sărati-síkság határolja.
A Vrancei-hegység rögös hegyvidéke, amely 1700 m-es eróziós szintű platformból keletkezett, beleértve a Goru (1785 m), Lăcăuți (1777 m), Giurgiu (1720 m), Pietrosu (1672 m) és Zboina Frumoasă (1657 m) csúcsokat. A Szubkarpáti-dombok, a domborzati mélyedések és a fennsíkok nyugati, magasabb dombjai (két sor a Putna völgyétől a Șușița völgyéig), belső völgyei (a Șușița, Putna és Milcov völgyekben, valamint a Milcov és Râmna vízválasztóinál) találhatók. Az Odobeștii-dombság (966 m) és a szubkarpáti gleccserek kapcsolják össze a Szubkarpáti-dombokat.
Az Alsó-Siret-síkság és a Râmnicu-sărati-síkság kelet felé lejt, 20 m-es tengerszint feletti magassággal, ahol a Râmnicu Sărat és a Siret folyók találkoznak. A Siret-síkság a legalacsonyabb terület a megyében, és a szubkarpáti gleccser és a Siret folyó közötti területen helyezkedik el, amely nyugatról kelet felé lejt, 20 m és 125 m közötti magasságban.
A magas síkság a gleccser és egy vonal között található, amely Mărășești, Vânători, Milcovul, Tătăranu, Râmniceni és Ciorăști keleti részein halad. Az északi részen 70 m, délen pedig 35 m magas. A síkság enyhén hullámzó, mivel helyi depressziók és magasabb aluvialis kúpok találhatók.
A Siret folyó völgyétől és a Ciorăști-tól a Siret folyóig terjedő alacsony síkság magassága 35–50 m északon, 20–30 m délen. Ezen a területen sima, enyhén lejtős felszín található, amelyet számos kanyarulatos árok, meanderek és nedves területek szelnek át.

### Geológia
A Vrancea megye területe a Moesic Platformhoz tartozik, amely két fő szerkezeti rétegből áll: egy alsó réteg, amely a kristályos alapot jelenti, és egy felső réteg, amely a üledékes fedőt képezi. A kristályos palák és a felső üledékes rétegek főként savas (porfíros) és bázikus magmás kőzetekkel vannak átszőve. A kristályos alap idősebb, mint az ordovícium, valószínűleg a prekambrikus korszakból származik. Az üledékes fedő a Moesic Platformon a sziluriummal kezdődik és a kvartérig tart.
A sedimentezés különböző ciklusokban történt, az ordovíciumtól a karbonig, és végül a kvartérig. A kvartér alsó szakasza kavicsokat, homokokat és iszaprétegeket tartalmaz, amelyek a Kárpátok lejtőin lévő hatalmas torlaszokból származnak. Ezt követően a területen ősi folyómedrek, kavicsok és homokok találhatók, amelyek 3 és 7 m közötti vastagságot képviselnek.

### Vízrajz
A Vrancea megye vízrajza összesen 1756 km hosszú folyóhálózatot ölel fel, az alábbi fő vízgyűjtő területekkel:
- Siret vízgyűjtő terület: 1230 km²
- Trotuș vízgyűjtő terület: 130 km²
- Putna vízgyűjtő terület: 2480 km²
- Râmnicu Sărat vízgyűjtő terület: 673 km²

### Növényvilág
A megye flórája körülbelül 1500 növényfajból áll, amelyek különböző földrajzi területekről származnak, a Távol-Kelettől az Atlanti-óceánig, és Északkelet-Európától a Mediterráneumig. Sok faj természetvédelmi oltalom alatt áll (például a havasi kőris, a hegyi liliom, a hölgycipő).

### Állatvilág
A Vrancea megye vadon élő állatai gazdagok (hegyi kakas, arany sas, holló, szarvas, medve, vaddisznó, hegyi hiúz, mezői pók), valamint a megye tavaiban és folyóiban élő halak (például pisztráng, molnárhal, boiștean). A 20 horgászati terület mintegy 250 km²-en található.
A megyében 16 természetvédelmi terület található, amelyek összterülete 2862 ha. A legismertebbek közé tartoznak a Tișitei-szoros, a Putna-vízesés, a Râpa Roșie, a Fekete-tó, a Narujei-szoros és a Siret folyó ártere.

### Seizmikus aktivitás
Vrancea a legaktívabb szeizmikus terület Romániában, ahol az évi földrengések fókuszpontja 80 és 160 km közötti mélységben helyezkedik el, és ennek következtében a rengések széles területeket érintenek.
Az 1977-es Vranceai földrengés a legpusztítóbb volt, több mint 1500 ember halálát okozva Romániában és Bulgáriában, míg az 1940-es és 1986-os földrengések is komoly károkat okoztak.

## Történelem
Vrancea megyét először egy 1431. július 2-i latin nyelvű okirat említi, amelyet a történész Constantin C. Giurescu fedezett fel. Ebben Apor László erdélyi vajda tájékoztatta Brassó bíráját, hogy Alexandru cel Bun csapatokat összpontosít Putna felé. A vajda a hírt olyan erdélyi lakosoktól tudta meg, akik „a Vrancea úton” érkeztek.
Vrancea a román nemzeti identitást meghatározó „Miorița” ballada bölcsője is. A ballada egyik legismertebb változatát Alecu Russo gyűjtötte Szovezsában 1846-ban, majd Vasile Alecsandri publikálta.
A megye történelme gazdag és sokrétű: területének kétharmadát az egykori Putna föld alkotja, amelyet 1482-ben hivatalosan Moldvához csatoltak. Foksány városában történt Moldva és Havasalföld egyesülése 1859-ben, amely alapja lett a modern román államnak. Az első világháború idején, 1917 nyarán a megye területén zajlottak a híres mărășești és mărăști csaták, amelyek Románia győzelméhez vezettek.
Vrancea a hősi emlékműveiről híres, köztük Mărășești, Mărăști, Szovezsa és Foksány mauzóleumaival, amelyek az első világháború áldozatai előtt tisztelegnek. A térség a modern korban gazdasági és kulturális fejlődés révén Románia egyik meghatározó régiójává vált, ahol a múlt és a jelen harmóniát alkot.

## Gazdaság
A Vrancea megye gazdasága sokoldalú, amely az adott régió természetes és környezeti erőforrásaival kapcsolatos adottságokra épít. Az ipar az itteni gazdaság egyik fontos pillére, ahol a helyi erőforrások és a hagyományos feldolgozási szokások adják az alapot.
A megye híres borairól, és Románia legnagyobb borászati termelője. A megye szőlőültetvényeinek több mint 11%-át borítja szőlő. A legismertebb borvidékek:
- Páncsu – 8.100 ha
- Odobest – 7.000 ha
- Cotești

Ezen kívül a megye legfontosabb iparágai a következők:
- Élelmiszer- és italipar
- Textilipar
- Papír- és bútoripar
- Mechanikai alkatrészek gyártása
- Főzőedények és sütőedények gyártása

### Mezőgazdaság
A megye mezőgazdasága többek között a gabonák, hüvelyesek és olajos növények termesztésére, szőlőtermesztésre, sertéstenyésztésre, baromfitenyésztésre és erdészeti tevékenységekre épül. Az agrárterület a megye összterületének több mint 52%-át teszi ki, amely ideális helyszínt biztosít mezőgazdasági és állattenyésztési beruházások számára.

### Építőipar
Az építőipar magában foglalja a lakó- és nem lakóépületek építését, valamint asztalos- és ácsmunkákat.

### Szolgáltatások
A megye szolgáltatásai között szerepel az autókereskedelem, tejtermékek, tojás, étkezési olajok és zsírok nagykereskedelme, valamint italok nagykereskedelme.

### Borászat
Vrancea megye a Moldvai Borvidék részeként kiemelkedő borászati terület, ahol a borászat hagyományosan fontos gazdasági tevékenység. A megye három fő borvidékére oszlik: Panciu, Odobești és Cotești.
- Panciu borvidéke 8.100 hektáros területtel a hagyományos szőlőfajták, például Plăvaie, Galbenă, Băbească Neagră, Fetească Albă és Fetească Neagră borairól híres, de nemzetközi fajták is jelen vannak, mint a Fetească Regală és a Riesling Italiano.
- Odobești borvidéke, Románia legöregebb borvidéke, gazdag helyi fajtákban, mint a Galbena de Odobești és Fetească Albă.
- Cotești borvidéke a legújabb terület, amely Odobești borvidékétől keletkezett, és itt is gazdag borfajták találhatók, mint a Fetească Regală és Băbească Neagră.

Vrancea megye a szőlőtermesztés és borászat terén első helyen áll Romániában, mind a szőlőterület, mind a borprodukció tekintetében.

## Turizmus
- A megyeszékhely, Foksány
- A Vráncsa-hegység
- A Szovezsa üdülőkörzet
- Az andreiasui Élő Tűz (románul Focul viu)
- A bortermelő régiók
- Mărășești mauzóleuma

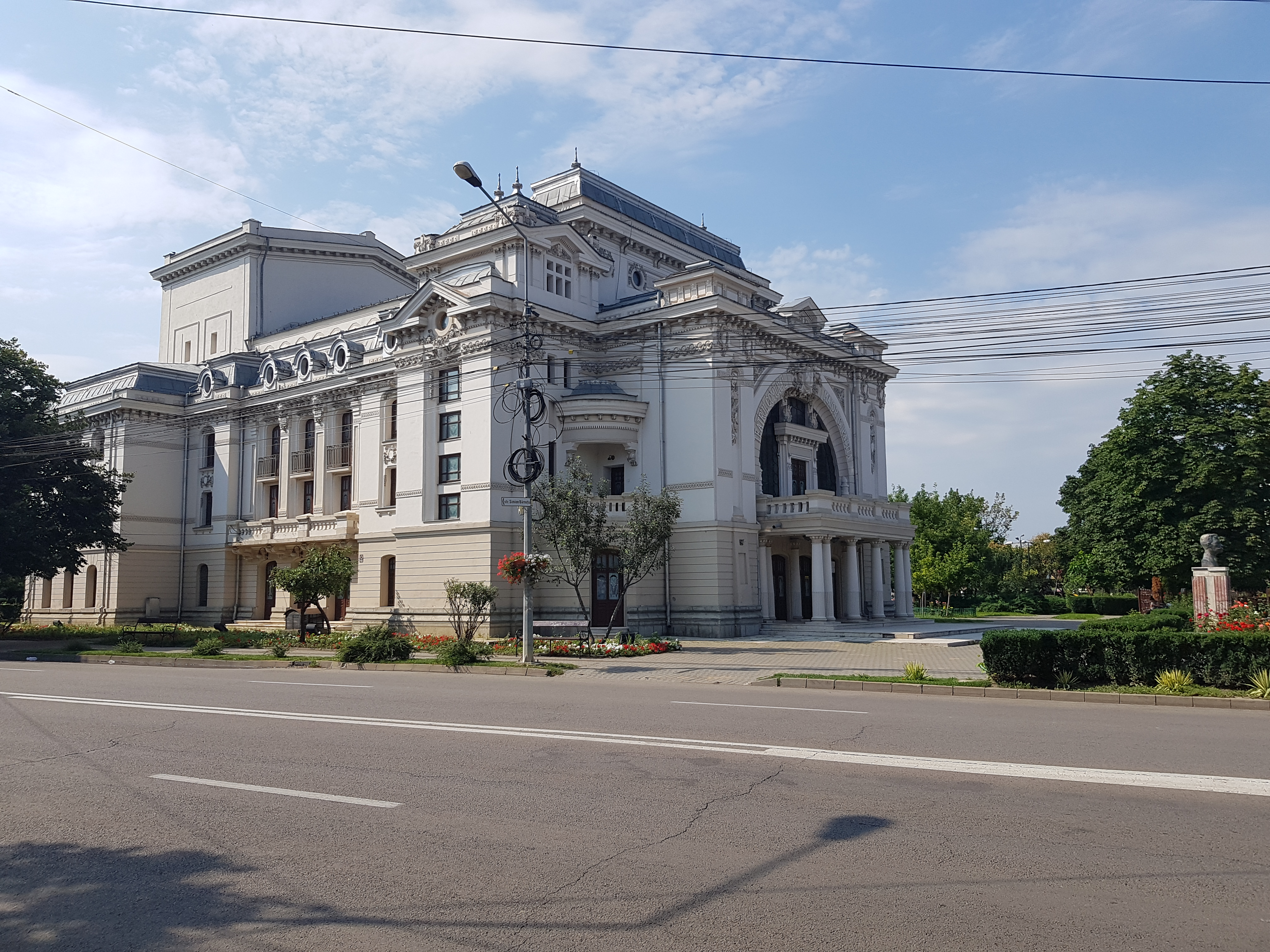
Foksány, a megyeszékhely
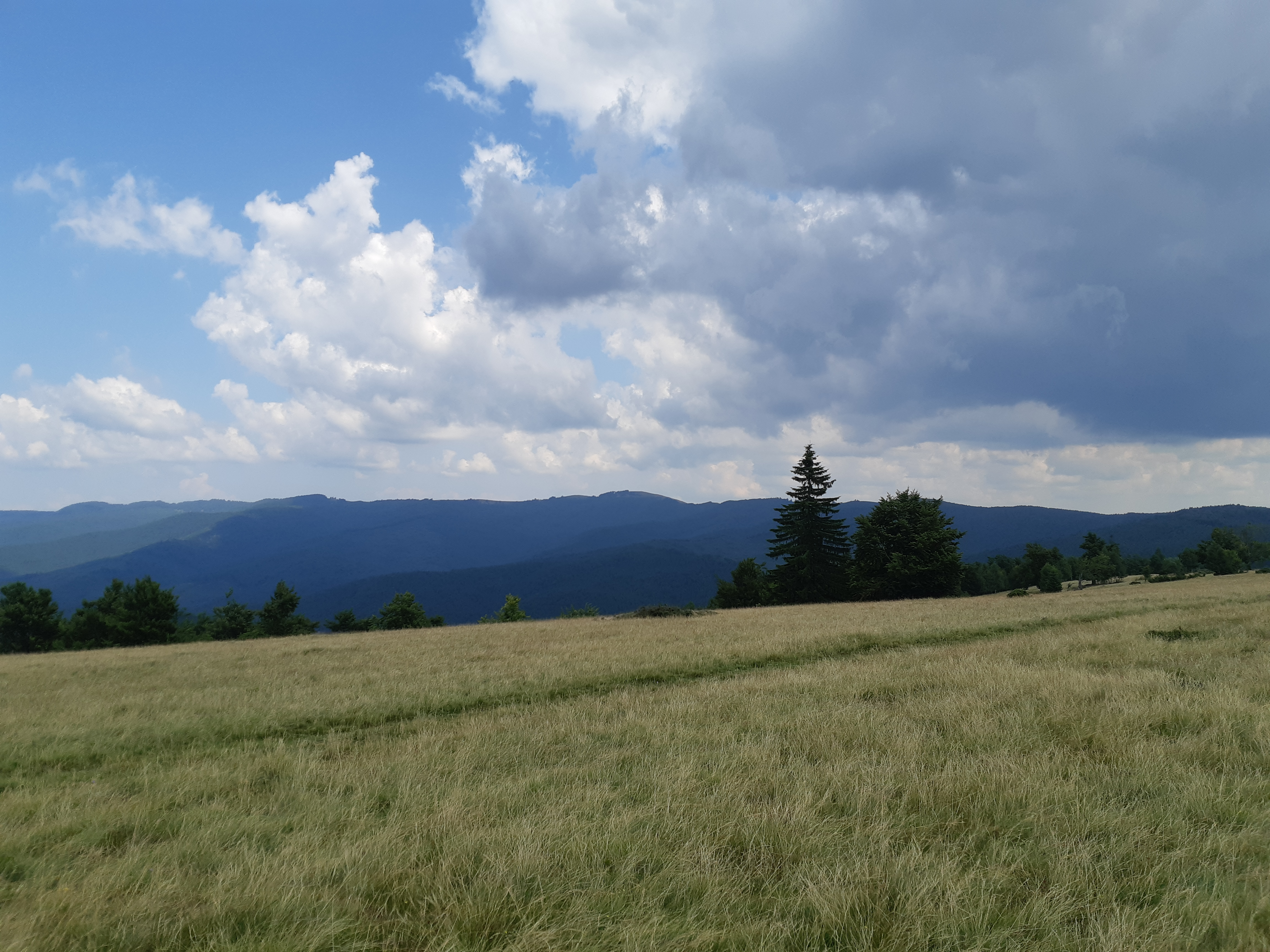
Vráncsa-hegység
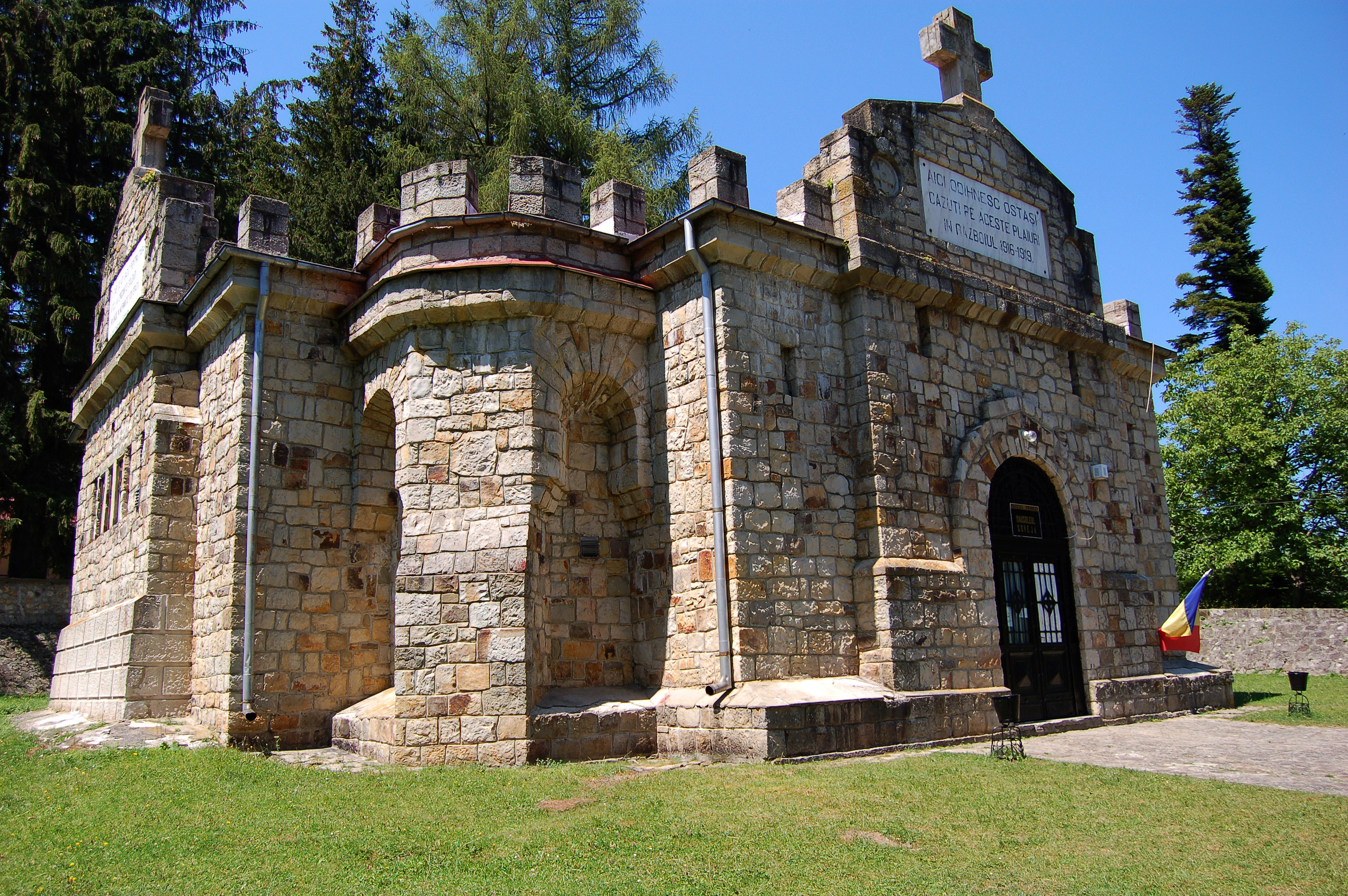
Mauzóleum Szovezsában
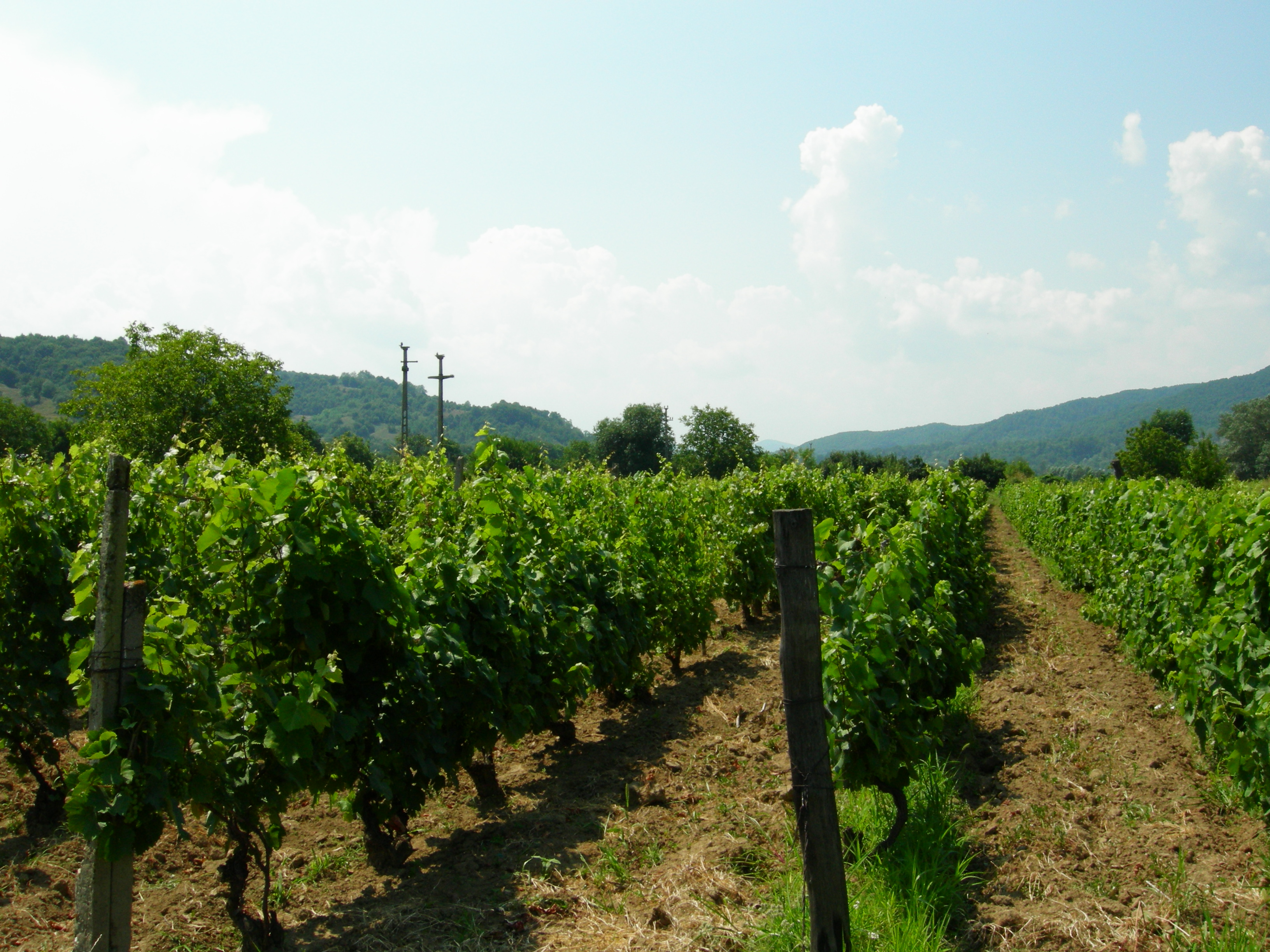
Borvidék Foksány mellett
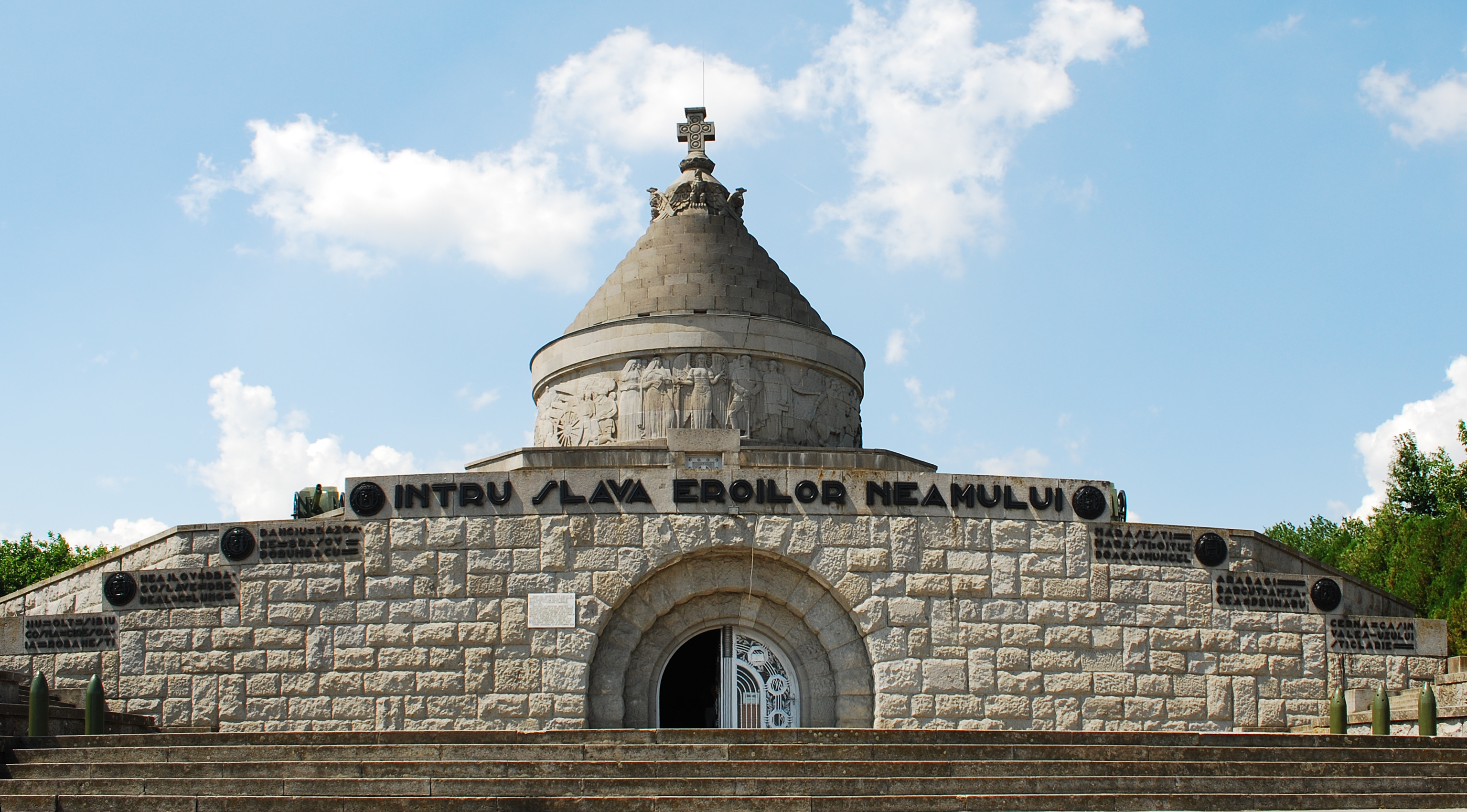
Mauzóleum Mărășeștiben

## Közigazgatási beosztása
A megyében 2007. július 1-jén két municípium, három további város és 68 község van, melyekhez összesen 346 település tartozik.
Municípiumok
- Foksány (Focșani)
- Egyedhalma (Adjud)

Városok
- Mărășești
- Odobest (Odobești)
- Páncsu (Panciu)

Községek
| - Andreiașu de Jos - Bălești - Bârsești - Biliești - Boghești - Bolotești - Bordești - Broșteni - Câmpineanca - Câmpuri - Cârligele - Chiojdeni - Ciorăști - Corbița - Cotești | - Dumbrăveni - Dumitrești - Fitionești - Garófa (Garoafa) - Golești - Gologanu - Gugești - Gura Caliței - Homocea - Jariștea - Jitia - Măicănești - Mera - Milkó (Milcovul) - Movilița | - Nănești - Năruja - Negrilești - Nereju - Obrejița - Paltin - Păulești - Pávafalva (Păunești) - Ploszkucény (Ploscuțeni) - Poiana Cristei - Popești - Pufești - Răcoasa - Răstoaca - Reghiu | - Ruginești - Sihlea - Slobozia Bradului - Slobozia Ciorăști - Soveja - Spulber - Străoane - Suraia - Tâmboești - Tănăsoaia - Tătăranu - Tulnici - Țifești - Urechești - Valea Sării | - Vânători - Vârteșcoiu - Vidra - Vintileasca - Vizantea-Livezi - Vrâncioaia - Vulturu |